# 6"/35 морская пушка

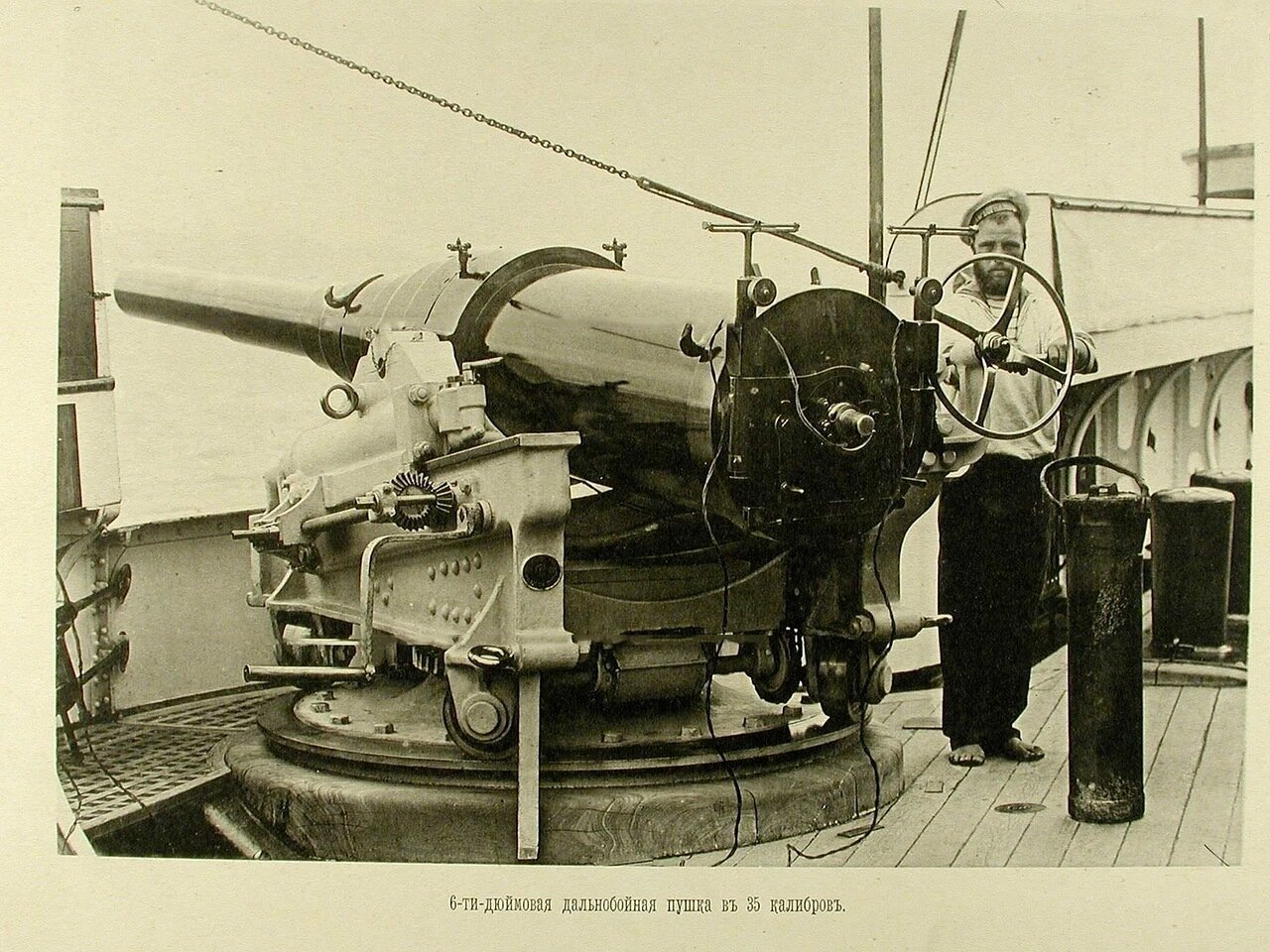
Русский матрос у 6-дюймовой пушки в 35 калибров на палубе крейсера. 1895 г.

6"/35 морская пушка — 152,4-мм орудие, разработанное А. Ф. Бринком и производившееся Обуховским заводом. Принято на вооружение Российского императорского флота в 1877 году. Этими пушками были вооружены броненосцы типов «Екатерина II» (4 единицы), «Император Александр II» (2 единицы), «Гангут», «Наварин». Также ими вооружались броненосные крейсера «Адмирал Нахимов», «Память Азова», бронепалубный крейсер «Адмирал Корнилов», канонерские лодки «Отважный», «Гремящий» и «Кореец». Пушки применялись в Русско-японской войне.